# Marie Le Franc
Œuvres principales
- Grand-Louis l'innocent (Roman 1925)
- Ô Canada ! Terre de nos aïeux (Nouvelles, 1947)
- Enfance Marine (Souvenirs, 1959)

Marie Le Franc, née le 4 octobre 1879 à Sarzeau dans le Morbihan en France et morte le 29 décembre 1964 à Saint-Germain-en-Laye dans les Yvelines, est une romancière française qui a passé une grande partie de sa vie au Québec. Elle a obtenu le prix Femina en 1927 pour Grand-Louis l'Innocent et a publié par la suite dix romans, quatre recueils de nouvelles, un essai et un recueil de souvenirs.

## Biographie

### Enfance

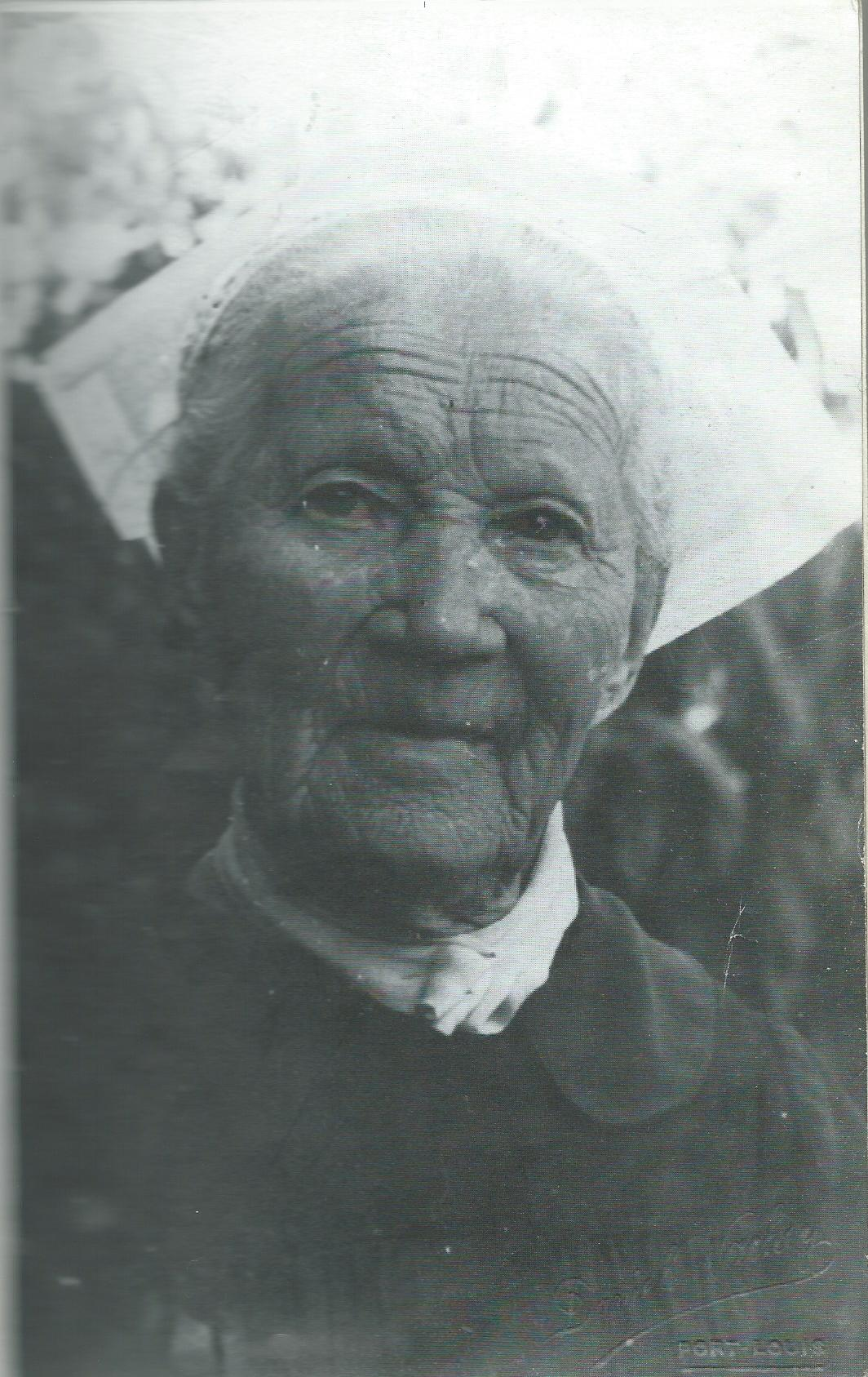
Marie Perrine Botuha, épouse Le Franc, mère de Marie Le Franc.

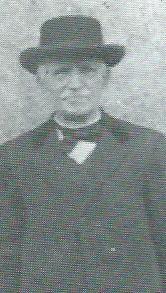
Louis le Franc, père de l'écrivaine, quelques années avant sa mort.

Marie Le Franc naît le soir du 4 octobre 1879, dans le petit village de Banastère, à Sarzeau (Morbihan). À partir de deux ans, hébergée temporairement par ses grands-parents maternels à Pencadénic, au Tour-du-Parc, elle accompagne souvent son grand-père, passeur entre la cale de Pencadénic et celle de Pénerf, à Damgan, distantes de seulement plusieurs centaines de mètres par la mer mais de 24 kilomètres par la route. La petite Marie est très complice avec le vieux passeur qui la laisse aller parmi les parcs à huîtres. Sa grand-mère lui apprend des chansons et également à lire sur son missel, rempli de mots latins auxquels la petite fille ne comprend rien.
À sept ans, après une hospitalisation assez longue à Vannes pour une brûlure au cuir chevelu, Marie rentre à Sarzeau où ses parents se sont installés. Plus tard, l'auteure parlera peu de sa mère, dont elle dit l'avoir vue toujours occupée. Son père, douanier, est décrit comme un homme passionné par la mer. "Ce n'était pas la mer qui lui prêtait son aventure. C'était lui qui apportait à la mer, chaque jour sa jeunesse renouvelée, son enthousiasme. Du moment où il y trempait les pieds, tout son corps se redressait, et l'on voyait son visage se lever vers le ciel."

### Études et débuts
Cet homme qui a appris des rudiments de lecture et d'écriture auprès de son grand-père et des moines tenait à ce que ses enfants fussent instruits. Il envoie donc sa fille étudier chez les sœurs de Sarzeau (de l'Hospice de Sarzeau, proche de l'actuelle École Sainte-Anne), puis à l'École Normale de Vannes. Elle obtient son diplôme d'institutrice en 1898, à l'âge de 18 ans. Nommée successivement à la Trinité-Porhoët et à Muzillac, elle écrit ses premiers poèmes qui paraissent dans des journaux locaux. Mais, éloignée des siens, elle rêve d'espaces nouveaux.

### L'aventure avec le héros de Fachoda
Sa vie monotone est rompue par un évènement marquant. Dans un magazine colonial, Marie est fascinée par le portrait du capitaine Jean-Baptiste Marchand, le héros de la crise de Fachoda, auquel la France venait de faire un accueil triomphal à son retour du Soudan égyptien. Elle s'éprend de ce "cavalier du désert", comme elle se plaisait à le surnommer. Elle ose lui écrire des lettres et le militaire l'invitera même à venir passer quelques jours dans sa demeure parisienne au mois de mai 1900 .
Le souvenir de cette aventure restera longtemps en elle et affleure dans certains de ses récits : "Elle lui est reconnaissante de l'avoir aimé et d'avoir heurté à cause de lui, les limites successives de l'espoir et du désespoir. Avec le temps, elle a compris que si leurs désirs étaient à l'unisson, eux, n'étaient pas sur le même plan du monde et ne pouvaient se rencontrer dans l'amour." 

### Départ pour le Canada
Titularisée en 1901, Marie Le Franc est nommée à Vannes, puis à Colpo en 1903, où elle doit assurer tous les niveaux d'une classe unique. Elle se remet à rêver d'horizons lointains.
Elle entre en correspondance à la même époque avec le journaliste canadien Arsène Bessette, rédacteur en chef du journal Le Canadien-Français. Enthousiasmé par les lettres de Marie, il lui parle abondamment du Canada, du métier de journaliste, et lui propose peu après de l'épouser. À vingt-cinq ans, elle décide de se lancer dans l'aventure. Elle demande un congé d'un an qui lui est accordé. En janvier 1906, elle part pour le Canada.
Elle accoste à New-York sous la neige et prend le train pour Montréal. Désorientée, elle peine à se faire comprendre avec le peu d'anglais scolaire qu'elle connaît. Elle se présente donc dans un état d'épuisement physique, les vêtements froissés et le visage tiré, à Arsène Bessette venu l'attendre à la gare. Ce dernier, sensible à l'apparence physique et à l'aisance de comportement, fut choqué et ne dissimula pas sa déception. Leur relation pseudo-amoureuse prit fin rapidement.
Seule et sans ressources, elle trouve un logement grâce à l'aide du consul de France, puis enchaîne les petits boulots, en donnant des leçons particulières de français et en publiant de nombreux articles. Elle devient par la suite professeure de français à l'école Gardner de 1908 à 1913, puis à la Weston School en janvier 1914. Satisfaite de son sort, elle y restera seize ans. Elle ne cesse dès lors de faire des allers-retours entre France et Canada, "ses deux patries", et développe une connaissance intime de son territoire d'accueil, notamment des Laurentides. Elle commence à écrire des romans et des nouvelles, dont Grand-Louis l'Innocent qui obtient le prix Femina en 1927. Ce roman est inspiré par la rencontre à Port-Navalo, lors d'un de ses retours sur la presqu'île de Rhuys, "avec un curieux personnage qui remuait beaucoup d'air et se faisait remarquer par son air simplet et content de lui" .
Ce succès l'encourage à poursuivre sa carrière d'écrivain. Elle rentre en France auprès de sa mère, fin 1929, après le décès d'un de ses frères et de son père. C'est une période très prolifique pour Marie Le Franc qui publie plusieurs romans d'inspiration "maritime" ou canadienne et un recueil d'essais.
Elle retourne plusieurs fois au Canada. En janvier 1933, elle accompagne des pionnières dans le Témiscamingue et partage avec elles leurs vies et leurs difficultés. Cette expérience lui inspirera le roman  La Rivière solitaire. Marie Le Franc chante si bien la forêt canadienne et ses lacs, que le ministre des Terres et Forêts du Québec rebaptise le Lac vert dans les Laurentides, Lac Marie Le Franc, le 29 novembre 1934.

### La Seconde Guerre mondiale
Début janvier 1939, au cours d'un séjour à Montréal, Marie est prévenue de l'état de santé alarmant de sa mère. Elle quitte alors précipitamment le Québec, pour arriver le plus vite possible auprès de sa mère mourante. Marie-Perrine Botuha, épouse Le Franc décède le 24 janvier. Cette disparition est très difficile à vivre pour l'écrivaine, qui aimait retrouver sa mère à chaque retour en Bretagne. Mais il n'est plus question de rentrer au Québec, la Seconde Guerre mondiale éclatant en septembre 1939. Pendant la « Drôle de Guerre », les premiers mois de la guerre sans restrictions matérielles importantes, elle continue à écrire des nouvelles. En 1940, elle se dévoue beaucoup à aider les réfugiés qui affluent à la suite de l'offensive des Allemands. Elle héberge une famille chez elle et est nommée présidente du Comité d'Aide aux Réfugiés. Elle collecte des vêtements et organise le logement et le ravitaillement de ce surcroit de population, n'hésitant pas à parcourir de nombreux kilomètres à pieds dans la campagne.
Toutefois, la séparation avec le Canada lui pèse, elle ne peut plus recevoir de nouvelles de ses amis. En 1943, elle effectue dans des conditions difficiles un voyage jusqu'à Paris pour faire accepter son manuscrit Dans la tourmente, qui ne sera publié que six semaines après le Débarquement. À la Libération, elle crée une colonie pour les enfants juifs déportés et tente de retrouver leurs familles. Elle reçoit de nombreux colis d'aides depuis le Québec qu'elle distribue autour d'elle. Elle y retourne en août 1947.

### Vieillesse et mort
Après la guerre, Marie Le Franc continue de faire de fréquents allers-retours entre le Québec et la Bretagne jusqu'à ses soixante-dix-huit ans en 1957, année de son dernier séjour au Québec. En 1960, elle se voit attribuer le titre d'hôte permanent au Château du Val de Saint-Germain-en-Laye, maison de retraite de la Légion d'Honneur. Elle y séjourne alors, très malade.
Elle y meurt le 29 décembre 1964 et est enterrée au cimetière de Sarzeau dans le Morbihan.

## Publications
- 1920 : Les Voix du cœur et de l’âme, recueil de poésie
- 1923 : Les Voix de misère et d’allégresse, recueil de poésie
- 1927 : Grand-Louis l'Innocent
- 1928 : Le Poste sur la dune
- 1930 : Hélier, fils des bois
- 1930 : Inventaire, essai

- 1930 : Grand-Louis le Revenant
- 1931 : Au pays canadien français, 7 nouvelles

- Prix Montyon 1932 de l'Académie française
- 1932 : Dans l'île. Roman d'Ouessant
- 1934 : La Rivière solitaire
- 1934 : Visages de Montréal, 7 nouvelles
- 1936 : La Randonnée passionnée
- 1938 : Pêcheurs de Gaspésie
- 1944 : Dans la Tourmente, 10 nouvelles
- 1946 : Pêcheurs du Morbihan
- 1947 : Ô Canada, Terre de nos aïeux !, 11 nouvelles
- 1952 : Le Fils de la forêt
- 1959 : Enfance marine

## Postérité
Un lac de la région des Laurentides, au Québec, porte son nom.
En 1997 une association des amis de Marie Le Franc a été créée à Sarzeau dans le Morbihan. Elle devient l’Association Marie Le Franc en 2021 (https://associationmarielefranc.fr)
Son nom a été donné à la médiathèque de sa commune natale, Sarzeau, ainsi qu'à la place sur laquelle se trouvait la maison de ses parents.
Une école de Sarzeau porte également son nom.
Un lycée professionnel porte son nom à Lorient.